# Luật nhân đạo quốc tế
Luật Nhân đạo Quốc tế là một phần chủ yếu của Công pháp quốc tế và bao gồm những quy tắc mà trong thời chiến, nhằm bảo vệ những người ngoài vòng chiến đấu hoặc đã bị loại khỏi cuộc xung đột, đồng thời nhằm hạn chế những phương pháp và phương tiện sử dụng trong chiến tranh.
Nói một cách chính xác hơn, Luật Nhân đạo Quốc tế áp dụng đối với các cuộc xung đột vũ trang có ý nghĩa như một Hiệp ước quốc tế hoặc những điều luật tập quán nhằm giải quyết các vấn đề nhân đạo trực tiếp nảy sinh từ các cuộc xung đột vũ trang dù có mang tính chất quốc tế hay không. Ví những lý do nhân đạo, các quy tắc của Luật Nhân đạo sẽ hạn chế quyền tự do sử dụng các phương pháp và phương tiện chiến tranh của các bên tham chiến, đồng thời bảo vệ người và tài sản bị ảnh hưởng hoặc có thể bị ảnh hưởng do cuộc xung đột.
Cụm từ "Luật Nhân đạo Quốc tế", "Luật Xung đột vũ trang", "Luật Chiến tranh" có thể được coi là có ý nghĩa tương đương. Các tổ chức quốc tế, các trường đại học, thậm chí các quốc gia thường chuộng dùng cụm từ Luật Nhân đạo Quốc tế (hoặc Luật Nhân đạo), trong khi các lực lượng vũ trang thích dùng hai cụm từ sau.

## Quá trình hình thành
Khởi đầu từ Công ước Geneve lần thứ nhất năm 1864, Luật Nhân đạo ngày nay đã phát triển qua nhiều thời kỳ, mà tất cả thường là sau những biến cố mà hết sức cần thiết phải có luật để đáp ứng các nhu cầu cao chưa từng có về cứu trợ nhân đạo cho nạn nhân của sự phát triển các loại vũ khí và các kiểu xung đột mới. Dưới đây là những Hiệp định cơ bản được liệt kê theo trình tự thời gian thông qua:
1864: Công ước Geneve về cải thiện điều kiện các thương binh trên chiến trường
1868:  Tuyên bố Xanh Pê-téc-bua (cấm sử dụng một số loại vũ khí tên lửa trong chiến tranh).
1899:  Công ước La-hay tôn trọng các đạo luật và những tập quán liên quan đến chiến tranh và vận dụng những nguyên tắc của Công ước Giơ- ne-vơ năm 1864 cho chiến tranh trên biển.
1906: Kiểm điểm và phát triển Công ước Genève 1864
1907: Kiểm điểm lại và phát triển Công ước La-hay năm 1899 và thông qua các Công ước mới.
1925: Nghị định thư Genève về việc cấm sử dụng chất gây ngạt, chất độc hoặc các loại khí độc hại hoặc sử dụng vũ khí vi trùng trong chiến tranh.
1929: Hai Công ước Genève:
- Kiểm điểm và phát triển các Công ước Genève năm 1906
- Công ước Genève liên quan tới việc đối xử với tù binh chiến tranh (mới)
1949: Bốn Công ước Geneve:
I - Cải thiện tình trạng cho thương binh và bệnh binh thuộc lực lượng vũ trang chiến đấu trên bộ
II - Cải thiện tình trạng của thương binh, bệnh binh và những người đắm tàu thuộc lực lượng vũ trang trên biển
III - Đối xử với tù binh chiến tranh
IV - Bảo vệ thường dân trong thời gian chiến tranh (mới)
1954: Công ước La-hay bảo vệ các tài sản văn hóa khi xảy ra xung đột vũ trang.
1972: Công ước về cấm phát triển, sản xuất và tàng trữ các loại vũ khí vi trùng (sinh học) và vũ khí độc hại cũng như về sự hủy diệt của các loại vũ khí đó.
1977: Hai nghị định thư bổ sung cho bốn Công ước Genève. Hai Nghị định thư này củng cố việc bảo hộ các nạn nhân của xung đột vũ trang mang tính chất quốc tế (Nghị định thư 1) và trong xung đột vũ trang không mang tính chất quốc tế (Nghị định thư II).
1980: Công ước về cấm hoặc hạn chế việc sử dụng một số loại vũ khí công ước – là những loại vũ khí có thể gây nên số thương vong quá mức hoặc có thể gây ra những hậu quả không lường hết được bao gồm:
- Nghị định thư I về những mảnh vỡ không phát hiện được.
- Nghị định thư II về cấm hoặc hạn chế sử dụng mìn, bẫy chông hoặc các loại vũ khí khác.
- Nghị định thư III về việc cấm hoặc hạn chế sử dụng những vũ khí gây cháy.
1993:  Công ước về cấm phát triển, sản xuất, tàng trữ và sử dụng các loại vũ khí hóa học và về sự hủy diệt của chúng.
1995:  Nghị định thư liên quan tới các loại vũ khí la-de gây mù mắt (Nghị định thư IV mới đối với Công ước 1980)
1996:  Nghị định thư về cấm hoặc hạn chế sử dụng mìn, bẫy chông và các loại vũ khí khác (Nghị định thư II được sửa đổi đối với Công ước năm 1980).
1997:  Công ước về cấm sử dụng, tàng trữ, sản xuất và chuyển giao các loại mìn sát thương cá nhân và về sự hủy diệt của chúng.

## Các loại xung đột vũ trang
Xung đột vũ trang mang tính chất quốc tế: là xung đột giữa lực lượng quân đội của ít nhất là hai quốc gia (Chiến tranh giải phóng dân tộc được xếp vào dạng xung đột vũ trang mang tính chất quốc tế).
Xung đột vũ trang không mang tính chất quốc tế: là xung đột xảy ra trong phạm vi một quốc gia, giữa một bên là quân đội chính quy với bên kia là những phe nhóm xác định và có trang bị vũ trang, hoặc xung đột giữa các phe nhóm có trang bị vũ trang với nhau.
Xáo trộn nội bộ: là trong một nước xảy ra những rối loạn nghiêm trọng về trật tự xã hội, gây nên bởi các hành vi bạo lực không mang tính chất của xung đột vũ trang (ví dụ: bạo loạn, xung đột giữa các phe phái hoặc hành vi bạo lực chống đối chính quyền...).

## Những quy tắc chủ yếu của Luật Nhân đạo Quốc tế
Nội dung của các quy tắc:
- - Những người nằm ngoài và những người bị loại khỏi vòng chiến phải được tôn trọng về sinh mạng, được đảm bảo toàn vẹn về thân thể và tinh thần. Trong mọi trường hợp, các đối tượng trên phải được bảo hộ và đối xử nhân đạo không có bất kỳ sự phân biệt nào.
- - Nghiêm cấm việc giết hoặc làm bị thương đối phương khi họ đã quy hàng hoặc đã bị loại khỏi vòng chiến đấu.
- - Người bị thương hoặc bị ốm phải được thu gom lại và chăm sóc bởi bên đối phương đang cầm giữ họ. Các nhân viên y tế, các trạm và phương tiện vận chuyển và trang thiết bị y tế phải được tôn trọng và bảo vệ. Biểu tượng chữ thập đỏ và trăng lưỡi liềm đỏ trên nền trắng là dấu hiệu bảo hộ những người và vật dụng nói trên nên phải được tôn trọng.
- - Tù binh và dân thường bị phía đối phương bắt giữ phải được tôn trọng về sinh mạng, phẩm giá, các quyền tự do và tư tưởng cá nhân, chính trị, tín ngưỡng và tập tục tôn giáo. Cấm sử dụng các hành động bạo lực hoặc trả đũa đối với họ. Họ được bảo đảm quyền liên lạc với gia đình và tiếp nhận sự cứu trợ.
- -  Mỗi người đều có quyền hưởng các bảo đảm luật pháp chủ yếu. Không ai phải chịu trách nhiệm về những việc mà họ không vi phạm. Không được tra tấn về thể chất và tinh thần, dùng nhục hình hoặc đối xử tàn bạo hoặc làm mất nhân phẩm đối với họ.
- - Các bên tham chiến và thành viên các lực lượng vũ trang phải tuân thủ việc hạn chế sử dụng các biện pháp và phương tiện chiến tranh gây ra những tác hại không cần thiết hoặc quá đau đớn.
- - Các bên tham chiến phải luôn luôn phân biệt rõ dân thường và tài sản của họ. Đại bộ phận nhân dân cũng như mỗi con người đều không thể bị coi là mục tiêu để tấn công. Chỉ được tấn công vào các mục tiêu quân sự.